# Gilligan's Island
Gilligan's Island is een Amerikaanse sitcom die werd uitgezonden van 1964 t/m 1967. De serie was een productie van United Artists Television. De serie liep in totaal drie seizoenen met 98 afleveringen.
De serie was wereldwijd populair. Het hoofdpersonage, Gilligan, wordt zelfs gezien als een Amerikaans popcultuur-icoon.

## Verhaal
Een groep van zeven mensen lijdt tijdens een vaartochtje door toedoen van een zware storm schipbreuk op een verlaten tropisch eiland. Het gezelschap bestaat uit twee bemanningsleden van het schip (Gilligan en The Skipper) en vijf passagiers (De professor, Ginger Grant, Mary Ann Summers, Thurston J. Howell III en Lovey Howell), allemaal met sterk uiteenlopende persoonlijkheden. Noodgedwongen bouwen ze een onderkomen op het eiland en hopen dat er snel redding komt. Die blijft echter uit en de groep moet zich zien te redden op het eiland. Dit levert geregeld voor de kijker hilarische situaties op.
De vele pogingen van de groep om op eigen kracht het eiland te verlaten vormen een rode draad in de serie. Geregeld dienen zich kansen aan om het eiland te verlaten, maar deze lopen (meestal door toedoen van Gilligan) altijd in het honderd. Slechts eenmaal slaagt hun poging, maar deze resulteert er enkel in dat de groep op een ander eiland belandt.
Een aantal running gags in de serie zijn het feit dat de groep vrijwel alles kan maken van bamboe (zelfs ongewone dingen zoals trapauto's), het feit dat er geregeld bezoekers op het eiland komen die niets doen om de groep te helpen ontsnappen, de ongewone fauna van het eiland, en de droomscènes, waarin een van de personages droomt dat hij of zij een personage is dat hoort bij de verhaallijn van die aflevering.

## Personages
- Bob Denver als Gilligan: het onhandige bemanningslid van de S.S. Minnow en het centrale personage in de serie. Denver was niet de eerste keuze voor de rol. Eigenlijk kreeg Jerry Van Dyke de rol aangeboden, maar hij wees deze af omdat hij dacht dat het programma niet succesvol zou worden. Het personage zou eigenlijk "Gil Eggan" gaan heten, maar dit werd al snel verbasterd tot "Gilligan".

- Alan Hale jr. als Jonas Grumby, the "Skipper". De kapitein van de S.S. Minnow en een soort vaderfiguur voor Gilligan. Hale had al een carrière als acteur in B-westerns. Hale bleef het personage nog geregeld vertolken op bijeenkomsten nadat de serie was stopgezet.

- Jim Backus als Thurston Howell, III: een gierige miljonair en een van de vijf passagiers van de S.S. Minnow. Backus was al een bekend acteur toen hij de rol accepteerde. Hij was vooral bekend als de stem van het personage Mr. Magoo.

- Natalie Schafer als Eunice "Lovey" Wentworth Howell: Thurston's vrouw. Schafer had in haar contract staan dat er geen close-ups van haar zouden worden gemaakt, vermoedelijk vanwege haar leeftijd (ze was 62 toen de serie begon).

- Tina Louise als Ginger Grant: een filmster. Toen de opnames begonnen had Louise onenigheid met de producers daar ze begrepen had dat haar personage centraal zou staan in de serie. Haar personage was oorspronkelijk erg sarcastisch en rap van tong, maar Louise vond dit ongepast. Ze ging uiteindelijk akkoord om haar rol te spelen als een soort kruising tussen Marilyn Monroe en Lucille Ball. Louise was de enige van de acteurs die weigerde terug te keren voor de televisiefilms.

- Russell Johnson als Roy Hinkley (The Professor): een geleerde die de groep geregeld bij moet staan met zijn uitvindingen. Eigenlijk zou John Gabriel de rol gaan spelen, maar de producers vonden hem te jong.

- Dawn Wells als Mary Ann Summers. Wells was een voormalige Miss Nevada toen ze auditie deed voor de rol.

- Charles Maxwell als de "Radio-omroeper": een omroeper wiens radioberichten worden opgevangen door de groep en die steeds aanleiding vormen voor het verhaal van die aflevering.

## Achtergrond

### Pilot
De serie werd geïntroduceerd met een nooit uitgezonden pilotaflevering. Deze werd opgenomen op locatie op Hawaï. In de pilot werd de rol van de professor nog vertolkt door John Gabriel en in plaats van de personages Ginger Grant en Mary Ann Summers waren de twee vrouwelijke assistenten van de professor aanwezig bij de groep.
De plot van de pilot werd later alsnog gebruikt voor de kerstmis-special van het programma.

### Productie
De opnames vonden plaats in het CBS' Radford Studiocomplex in Studio City, Californië. De set werd later ook gebruikt voor het programma The Mary Tyler Moore Show. De grotscènes werden opgenomen in Newport Beach.
Het eerste seizoen van de serie werd opgenomen in zwart-wit. De overige seizoenen waren in kleur.
Voor de S.S. Minnow werden vier verschillende boten gebruikt. Een werd gebruikt voor het introfilmpje en de pilot. Een andere werd gebruikt in het introfilmpje van het tweede seizoen. Een boot werd gebruikt voor de strandscènes. De vierde lag in de studio van CBS.

### Titelsong
De titelsong van de serie was "The Ballad of Gilligan's Isle", geschreven door Sherwood Schwartz en George Wyle. De producers stonden erop dat in de intro zou worden gezongen waarover het programma ging, zodat ook latere kijkers zouden begrijpen waar het verhaal om draaide.
Er bestaan twee versies van de titelsong. Een voor het eerste seizoen en een voor het tweede en derde seizoen. De titelsong van het eerst seizoen werd opgenomen door The Wellingtons en had een folk-geluid. De tweede versie werd niet toegeschreven aan een bepaalde groep, maar volgens het boek Here on Gilligan's Isle werd dit nummer opgenomen door een groep genaamd The Eligibles.

### Stopzetting
Onder druk van netwerkpresident William S. Paley haalde CBS in 1967 de serie Gunsmoke naar een vroeger tijdstrip daar de serie anders zou worden stopgezet. Daarmee nam de serie de oorspronkelijke uitzendtijd van Gilligan’s Island in. Gilligan’s Island was toen nog steeds redelijk popualair, maar daar de kijkcijfers toch wat waren gedaald werd de serie stopgezet. Veel acteurs hadden er al op gerekend dat er een vierde seizoen zou komen en het nieuws kwam voor hen dan ook als een verrassing.

## Spin-offs
Het succes van de serie heeft tot een aantal spin-offs en klonen geleid:
- Dusty's Trail: een serie die liep van 1973 tot 1974. In deze serie kwamen vrijwel identieke rollen voor als in Gilligan's Island.
- The New Adventures of Gilligan: een animatieserie van Filmation, die liep van 1974 tot 1977 met een totaal van 24 afleveringen.
- Rescue from Gilligan's Island: een televisiefilm uit 1978 waarin de groep eindelijk wordt gered van het eiland, maar vervolgens moeite heeft te herintegreren in de samenleving.
- The Castaways on Gilligan's Island: een tweede televisiefilm uit 1979. Deze film diende als pilot voor een mogelijke nieuwe serie, maar die kwam er niet.
- The Harlem Globetrotters on Gilligan's Island: een derde televisiefilm uit 1981.
- Gilligan's Planet: een animatieserie uit 1982 met een meer sciencefictionachtige versie van het verhaal uit Gilligan’s Island.
- Gilligan's Island: The Musical: een musical geproduceerd begin jaren 90.
- Gilligan's Island: Underneath the Grass Skirt (1999).
- The Real Gilligan's Island: een realityserie in de stijl van Expeditie Robinson.

## Trivia
- In de Verenigde Staten is de vraag “Ginger of Mary Ann” nog lang na het programma gebruikt om aan mannen te vragen aan wat voor type vrouw ze de voorkeur gaven en aan vrouwen met wat voor type zij zich het meest identificeerden.[2][3]
- In de aflevering "Ballad of Gilligan's island" van de sitcom Alf hebben acteurs Denver, Hale, Johnson en Wells een gastrol in hun rollen uit Gilligan’s Island. In de aflevering droomt Alf dat hij op het eiland belandt.
- Een soortgelijke verwijzing naar de serie is verwerkt in de sitcom Roseanne, waarin de acteurs uit Roseanne de personages uit Gilligan’s Island naspelen. In de aftiteling ziet men de acteurs uit Gilligan’s Island de personages uit Roseanne naspelen.
- Veel andere media bevatten referenties naar de serie.
- Er is een Flipperkast gemaakt in 1991 na deze serie: Bally's Gilligan's Island